# سیستم‌عامل بلک‌بری
سیستم‌عامل بلک‌بری (به انگلیسی: BlackBerry OS) سیستم‌عاملی است که توسط شرکت بلک‌بری برای تلفن‌های هوشمند بلک‌بری ساخته می‌شود. این سیستم‌عامل از قابلیت چندوظیفگی پشتیبانی می‌کند. دستگاه هایی که از سیستم عامل بلک بری بهره می بردند،در سال ۲۰۲۱ بطور کامل متوقف شدند.